# Роберт II (граф де Руси)
Роберт II де Руси (Robert II de Roucy) (ум. 1364) — граф де Руси с 1346, граф Брены (1346—1356).
Сын Жана V де Руси (погиб в битве при Креси 26 августа 1346) и Маргариты де Бомье.
Наследовал отцу в 1346 году. В 1356 г. уступил своему младшему брату Симону графство Брена и сеньории Вильбеон и Турманжи.
Главный смотритель вод и лесов Франции (grand-maître des eaux et forêts) при короле Иоанне II.
В 1347 г. королевский лейтенант в Вермандуа. В 1351 г. губернатор Бургундии.
С 11 сентября 1351 г. — один из 4 королевских делегатов на переговорах о перемирии (канцлер Франции епископ Парижа Пьер де Лафоре, Жан де Булонь граф де Монфор, Роберт де Руси и Жоффруа I де Шарни).
В 1356 г. попал в плен в битве при Пуатье, освобождён за большой выкуп.
В конце декабря 1358 года замок Руси захватили англичане, Роберт II де Руси попал в плен вместе с женой и дочерью (освободились за выкуп в 12 тысяч мутондоров). В июле 1359 года войска Гоше де Шатильона отбили Руси у англичан.
Роберт II де Руси не ранее 1330 года женился на Марии Энгиенской, дочери Готье II Энгиенского, вдове графа Роберта V де Дрё. Единственный ребёнок — дочь Изабелла (1331—1396), наследница всех владений родителей, жена Луи де Намюра (1325—1378/86) — сына маркиза Жана Намюрского (свадьба 17 мая 1365 г.). Детей у них не было (по мнению некоторых источников — по причине импотенции мужа).
В 1377 г. Луи де Намюр был схвачен графом Фландрии и заключен под стражу. После этого Изабелла, погрязшая в долгах, начала распродавать свои владения. В 1380 г. она продала сеньорию Рошфор Маргарите - жене Бюро де Ла Ривьера. В 1381 году она продала графство Руси и баронию Низи-ле-Конт герцогу Людовику Анжуйскому (брату французского короля) за 40 тысяч золотых франков. После смерти Людовика (20 сентября 1384 года), граф Брены Симон де Руси, который к тому времени стал старшим представителем рода, оспорил сделку на основании обычая, который по-французски называется «Retrait lignager». Парламент решил спор в его пользу. Согласно договору от 5 июня 1385 года Симон компенсировал наследникам Людовика Анжуйского затраты, и получил в своё владение графство Руси и шателению Низи.